# 曹颖甫故居
曹颖甫故居位于中国浙江省无锡江阴市市区、澄江街道司马街20号，为近代中医学家曹颖甫在江阴的故居，建于清初，原有五进，现存中厅及两侧厢，1990年移建至此。中厅面阔三间，侧厢各面阔一间，均为硬山顶。